# St. Adalbert (Domasław)

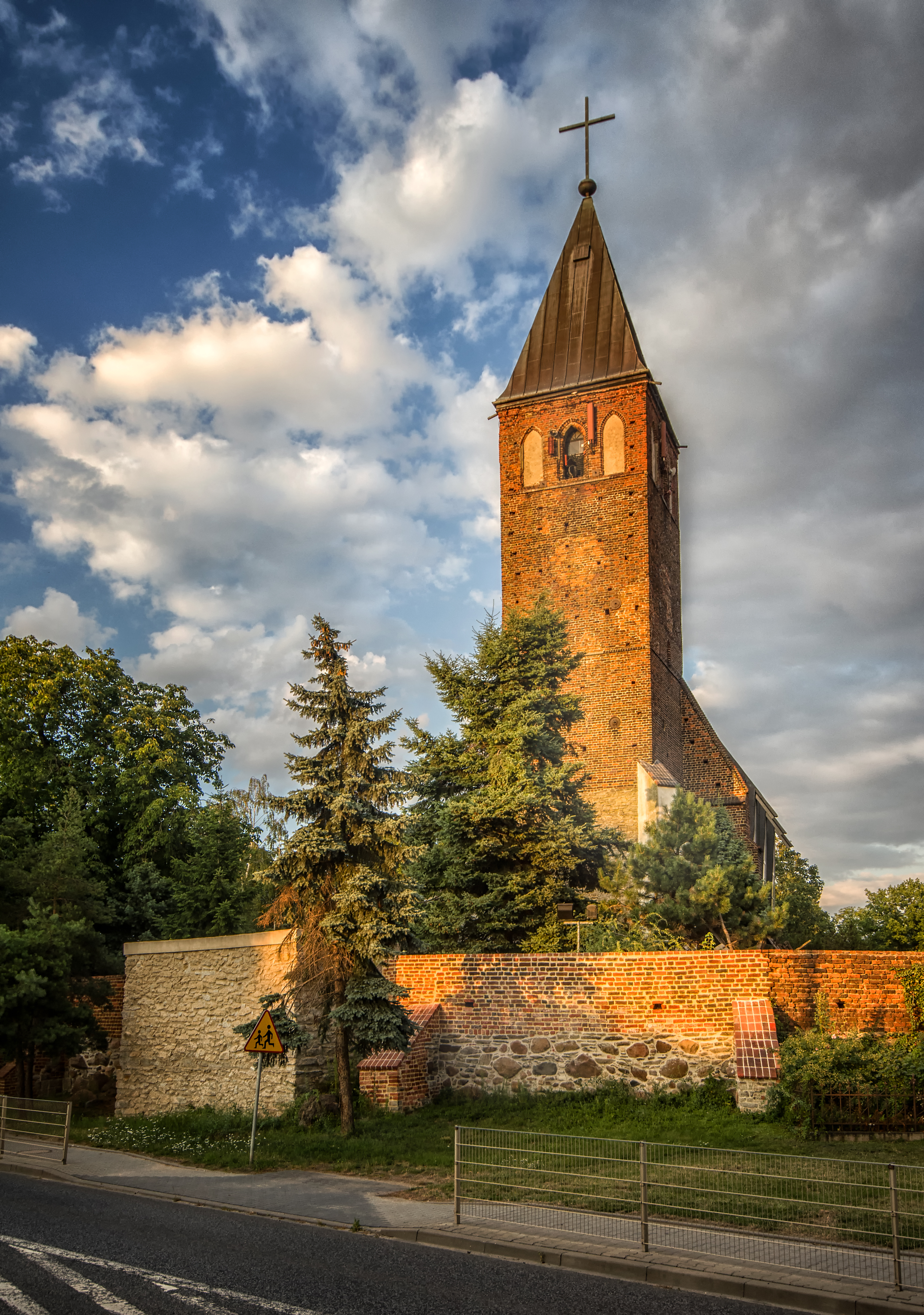
St. Adalbert

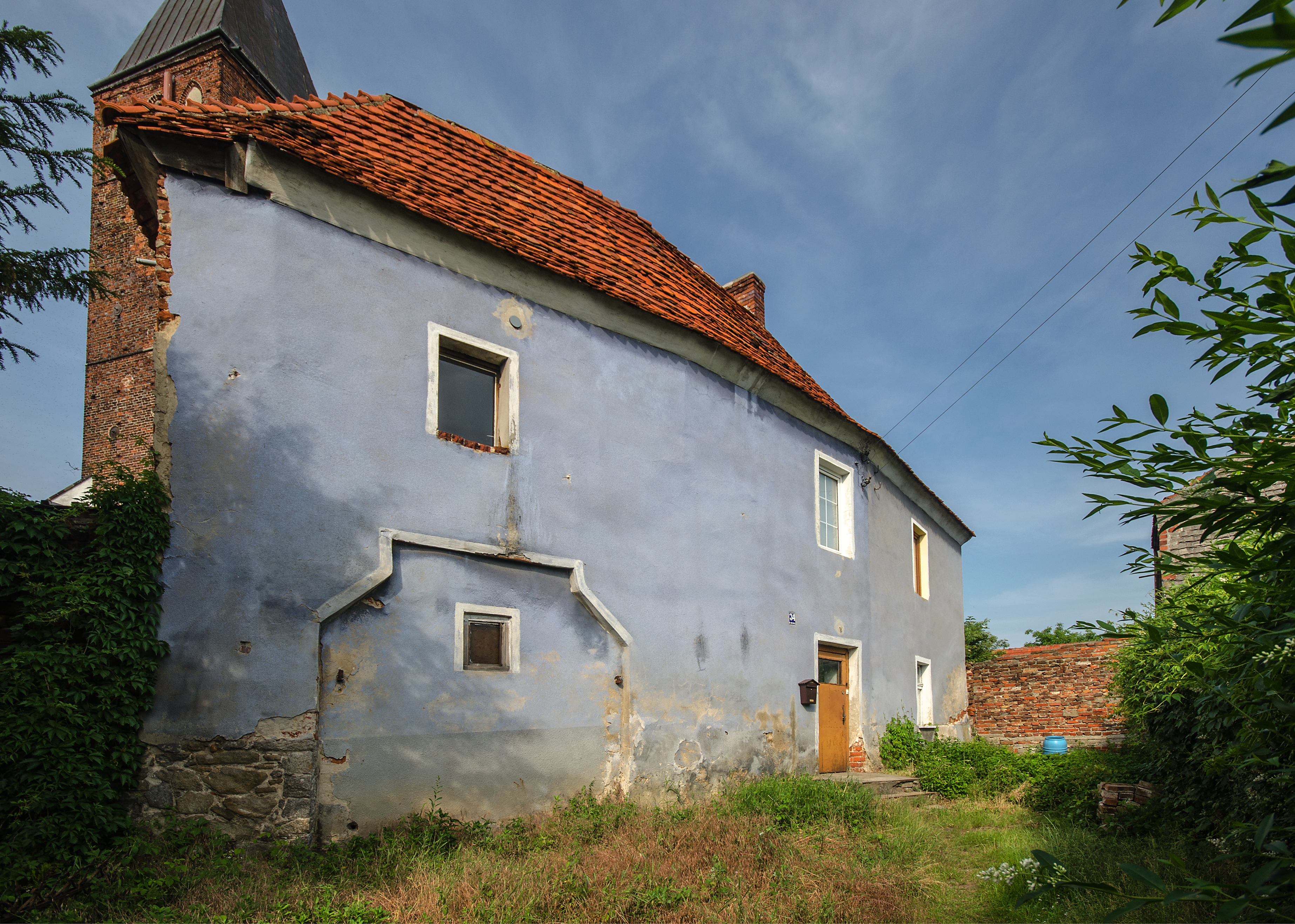
Altes Torgebäude am Kirchhof

Die römisch-katholische Pfarrkirche St. Adalbert in Domasław (deutsch Domslau), einem Ort in der Landgemeinde Kobierzyce (Koberwitz) in der Woiwodschaft Niederschlesien, geht auf eine Gründung des 13. Jahrhunderts zurück. Seit der Reformation mit Unterbrechung bis Kriegsende 1945 diente sie der einheimischen deutschen Bevölkerung als evangelisch-lutherische Pfarrkirche St. Johannis Baptist. Der Turm steht unter Denkmalschutz. Die 2006 gegründete römisch-katholische Pfarrei gehört zum Dekanat Breslau-Krzyki.

## Geschichte
Grabungsfunde belegen eine Besiedlung Domslaus seit der frühen Bronzezeit. Wann die Kirche von Domslau gegründet wurde, ist nicht bekannt. Ältere Quellen datieren sie in die Zeit des legendären Peter Wlast. Das Gotteshaus dürfte bereits bestanden haben, als 1214 in einer Urkunde Herzog Heinrich I. einen Markt vor der Stiftskirche St. Vinzenz in Breslau nach „Domezlau“ verlegte. Als Mutterkirche des Umlandes könnte sie Sitz einer Urpfarrei gewesen sein. Der Visitationsbericht von 1677 nennt die Herzogin Hedwig von Andechs, die 1267 heiliggesprochen wurde, als Stifterin des vormals umfangreichen Grundbesitzes. 1284 erwähnt ein Bericht an den Breslauer Bischof Thomas II. auch erstmals ein Pfarrer von Domslau. Der heutige Kirchturm entstand Mitte des 14. Jahrhunderts. Der 1519 fertiggestellte Hochaltar weist auf einstmals drei Schutzpatrone hin, deren Skulpturen sich heute im Nationalmuseum Breslau befinden. In der Reformationszeit setzte der evangelische Stadtrat von Breslau in Domslau einen lutherischen Geistlichen ein. 1552 vererbte der Breslauer Ratsherr Hanns Kulmann Domslau dem Hospital St. Bernhard in Breslau, das bis in das 19. Jahrhundert die Grundherrschaft in Domslau ausübte. Im 16. Jahrhundert wurde ein Neubau errichtet. Nach dem Restitutionsedikt des böhmischen Landesherrn aus dem Jahre 1652 musste die Kirche den Katholiken zurückgegeben werden. Im Zuge der Altranstädter Konvention erhielt die evangelische Kirchengemeinde 1707 das Gotteshaus zurück. Jedoch verlor die Kirche ihre Einkünfte und ihre Filialkirche in Klein-Tinz. Domslau diente seither zahlreichen evangelischen Gemeinden der Umgebung als Zufluchtskirche. 1708 entstand ein neues hölzernes Pfarrhaus. Der Magistrat kaufte darauf ein verfallenes Bauerngut von einer Hufe und schenkte es der Kirche als Pfarrwidum. Das alte Widum-Gut war das Vorwerk „Warusche“ oder Karlau. Bereits vor der Reformation fiel es in die Hände des Kollegiatstiftes Heilig-Kreuz am Breslauer Dom. Nach der Säkularisation wurde es 1810 zum Privateigentum.
Die Kirche war vormals neben Riemberg, Schwoitsch und Herrnprotsch eines der vier Landes- oder Kuratialkirchen der Stadt Breslau. Über das Patronat verfügte der städtische Magistrat. 1743 löste sich Wiltschau von der Pfarrei und 1805 Sillmenau, die eigene Gotteshäuser errichteten. Noch 1780 fand an den Sonntagen jeweils ein Gottesdienst in polnischer und deutscher Sprache statt. Am Mittwoch in der Fastenzeit predigte der Geistliche nur in Polnisch und an allen Feiertagen der Passionszeit nur in Deutsch. Später waren die Gottesdienste ausschließlich in Deutsch. Durch einen Erlass der preußischen Regierung vom 19. Februar 1835 hatten sich die Gastgemeinden des Umlandes dauerhaft an die Kirche gebunden. In Folge eines Unwetters musste die Kirche 1863 vollständig renoviert werden. Die Kosten beliefen sich auf 3500 Taler. Domslau gehörte vor 1945 zum Kirchenkreis Breslau-Land. Im Zweiten Weltkrieg wurde die Kirche, mit Ausnahme des gotischen Turms, zerstört. Dabei ging auch die barocke Ausstattung vollständig verloren. Der Wiederaufbau des Langhauses, in moderner Architektur, erfolgte in der Nachkriegszeit. Die Kirche umgibt ein Friedhof mit einer Umfassungsmauer und ein altes Torgebäude aus dem 16. bis 18. Jahrhundert, der als Eingang diente. Der Kirchturm und das Torgebäude stehen unter Denkmalschutz.

## Geläut
Im Kirchturm hingen früher drei Glocken: Auf der größeren stand unter dem Wappen: Daniel Heseler auf Wangeren und Polocowietz: Reimspr. Bleib bey uns o Herr Jesu Christ, der Abend iezt verhanden ist. Jacob Getz goß mich 1606. Auf der mittleren Glocke stand: George Gintzell, Ao. 1592. Hilf Gott. Du ewiges Wort, dem Leibe hier, der Seele dort. Auf der kleineren Glocke: Convoco vos Homines: Ad dogmata sancta venite dant etenim Domini verba Salutis opem. Unter dem Wappen: Paul Holtzbecher: Balthas. Herrmann +. M. Mathias Butschky, Namsla Ecclesiast Domslav.

## Evangelische Parochie

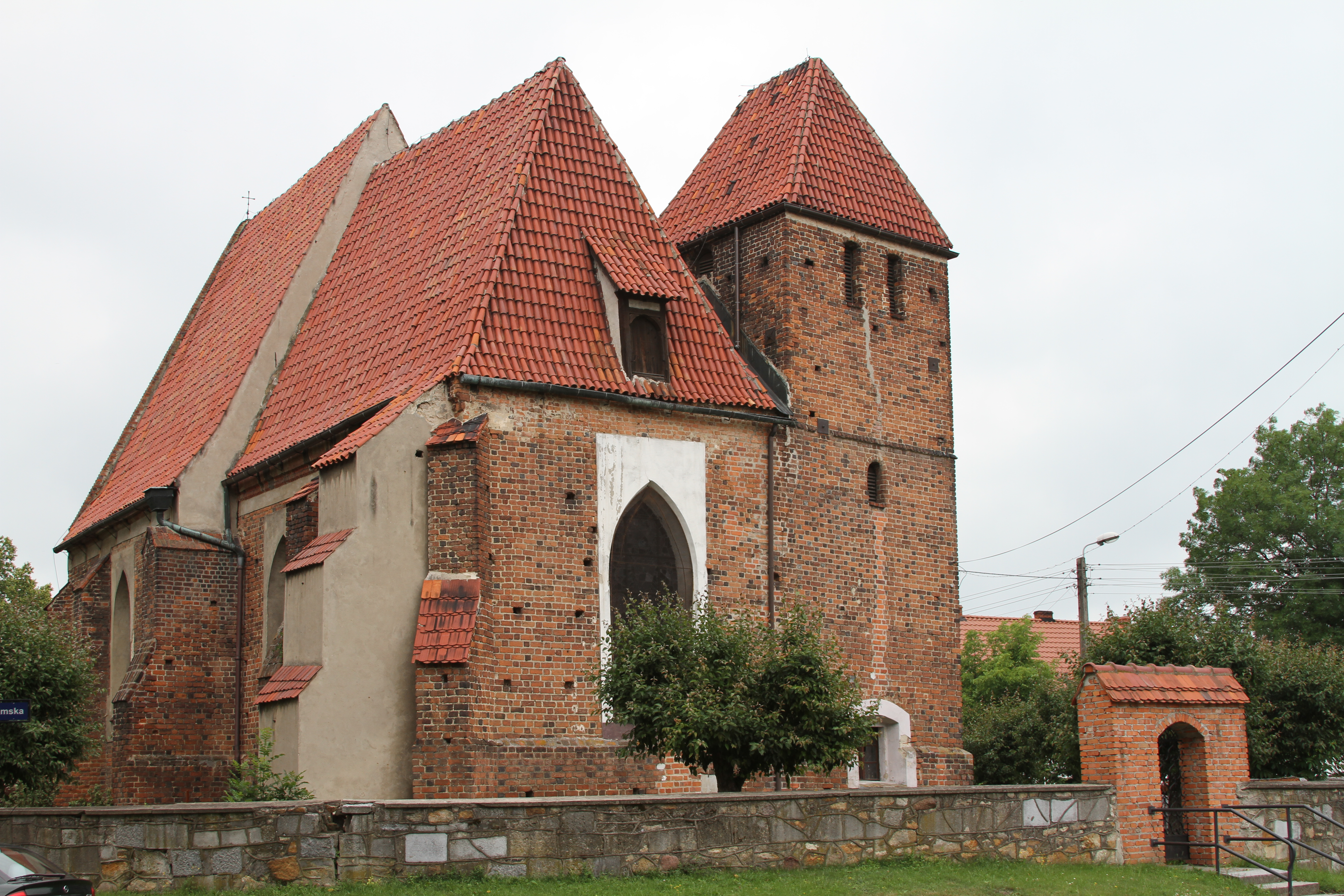
Ehemalige Filialkirche in Klein-Tinz

Eingepfarrte und Gastgemeinden waren: 
- Althof
- Bahra
- Bettlern
- Bischwitz
- Blankenau
- Domslau
- Gallowitz
- Gandau
- Grünhübel
- Haberstroh
- Haidänichen
- Jäschgüttel
- Karowane
- Kniegnitz
- Koberwitz
- Kreiselwitz
- Krolkwitz
- Kundschütz
- Lohe
- Lorankwitz
- Magnitz
- Malsen
- Mandelau
- Neudorf
- Neuen
- Paschwitz
- Peltschütz
- Peterwitz
- Pleische
- Reibnitz
- Repline
- Schlanz
- Sürding
- Klein-Tinz
- Tschauchelwitz
- Wasserjentsch
- Wilhelmsthal
- Zaumgarten
- Zweibrodt